# Schule Sta. Christiana Frohsdorf

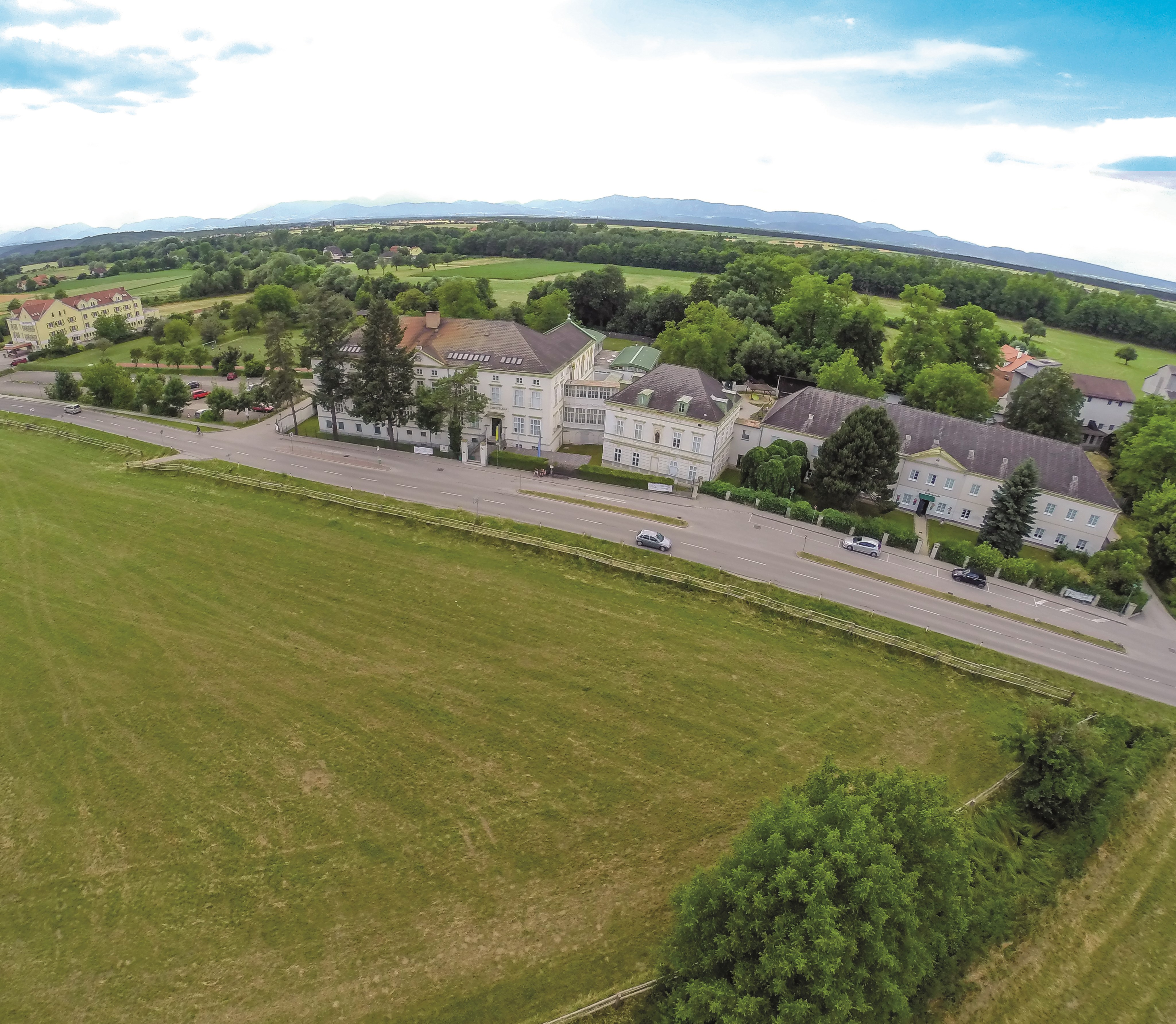
Flugbild der Schule in Frohsdorf (2014)

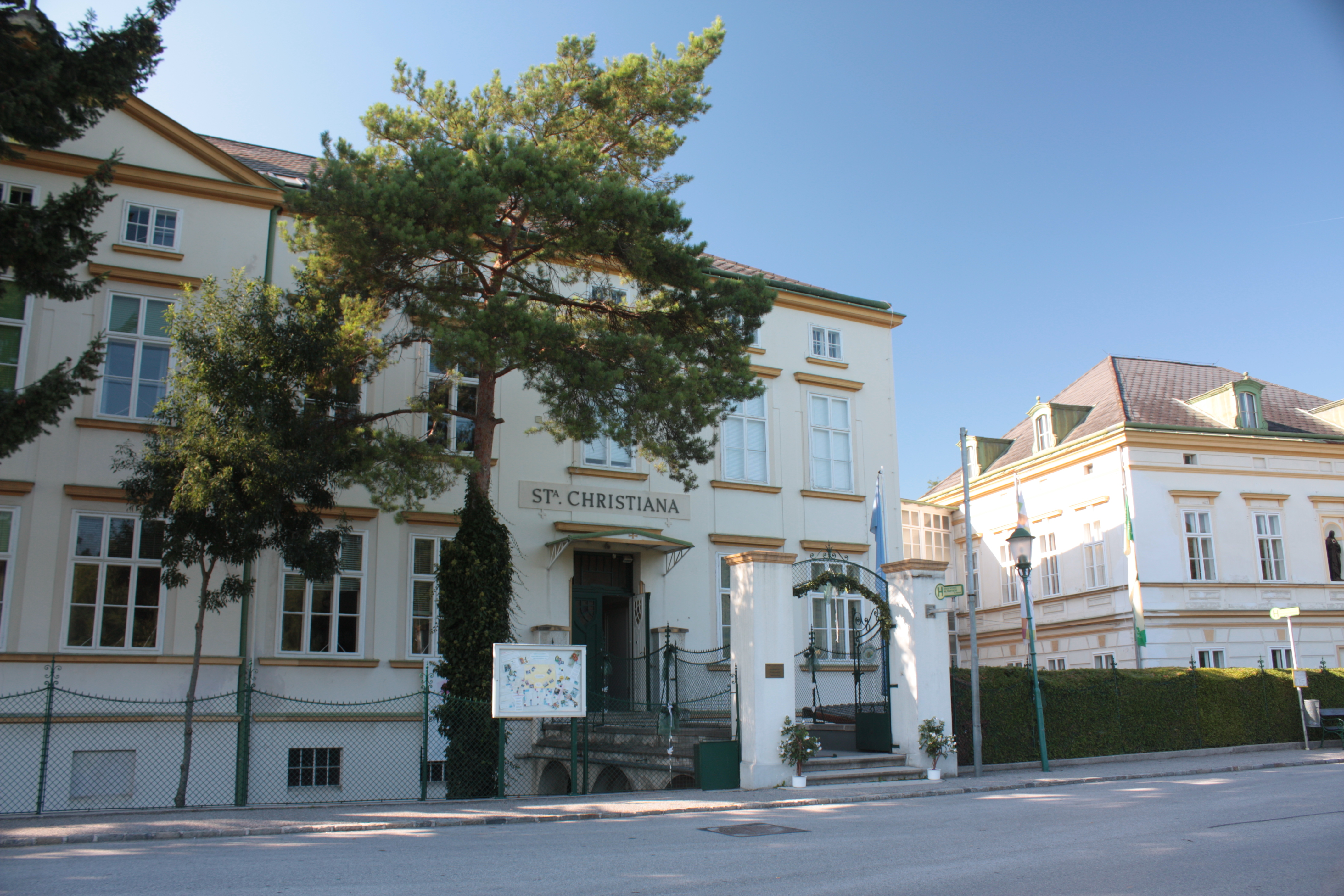
Sta. Christiana Frohsdorf (2013)

Die Schule Sta. Christiana Frohsdorf ist eine katholische Privatschule mit Öffentlichkeitsrecht in der Wiener Neustädter Straße in Frohsdorf in der Marktgemeinde Lanzenkirchen im Bezirk Wiener Neustadt-Land in Niederösterreich. Das ehemalige Kloster und Schulgebäude steht unter Denkmalschutz (Listeneintrag).

## Geschichte
Im August 1854 kam der Metzer Schulorden auf Einladung des im Schloss Frohsdorf residierenden Grafen von Chambord Henri d’Artois nach Österreich, um für die Kinder der in Frohsdorf anwesenden französischen Kolonie sowie für die Mädchen des Dorfes eine Schule zu gründen. Das Gebäude wurde 1854 als Schulgebäude errichtet. Anfangs war die Schule ein Mädchenpensionat und wurde von den Schwestern bis 1938 geleitet. Die Nationalsozialisten enteigneten den Schwestern das Schulgebäude. Nach dem Krieg ab 1945 diente das Gebäude als Obdachlosenasyl und als Quartier für russische Soldaten. Der Schulverein Institut Sta. Christiana hat 1987 die Führung des Standortes vom Orden übernommen. Zu diesem Zweck überließ ihm der Orden in Form eines Bestandsvertrages die Liegenschaften mit den Gebäuden. Es werden 750 Schülerinnen und Schüler von 100 Lehrerinnen und Lehrern unterrichtet.

## Architektur
Die repräsentative dreigeschoßige hakenförmige Anlage steht in einer Hanglage. Die Straßenfront hat einen seichten Giebelrisalit. Die Fassaden zeigen sich in einer schlichten frühhistoristischen Gliederung. Ein seitlicher Eingang ist über eine Brücke erreichbar. Ein gleichartig gestaltetes zweigeschoßiges kubisches Nebengebäude unter einem Walmdach wurde mit einem dreigeschoßigen Verbindungsgang angebunden. Davon abgerückt steht ein lang gestrecktes schlichtes ehemaliges Wirtschaftsgebäude mit einem mittleren Dreiecksgiebel.

## Schule
Die Schule beinhaltet einen Kindergarten (gegründet 2001), eine Volksschule (gegründet 1955), eine Hauptschule/Neue Mittelschule (gegründet 1955), ein Tagesinternat (gegründet 1985), eine Höhere Lehranstalt für wirtschaftliche Berufe (gegründet 2005) mit Fachschule (gegründet 2001) und Aufbaulehrgang (gegründet 2002) sowie eine Bildungsanstalt für Elementarpädagogik (gegründet 2013), ein Kolleg für Elementarpädagogik (gegründet 2017) und eine Bildungsanstalt für Sozialpädagogik (gegründet 2024).

## Leitung
- Kindergarten und Tagesinternat – seit 2023 Daniela Winkler-Golser
- Volksschule – seit 2020 Tamara Pratter
- Neue Mittelschule – seit 2018 Christina Schmid
- Praxiskindergarten, Praxishort, Höhere Lehranstalt für wirtschaftliche Berufe, Fachschule, Aufbaulehrgang, Bildungsanstalt für Elementarpädagogik, Kolleg für Elementarpädagogik, Bildungsanstalt für Sozialpädagogik – seit 2001 Alexander Kucera